# María Santísima del Mayor Dolor (Badajoz)
María Santísima del Mayor Dolor  es una Dolorosa del imaginero sevillano Antonio Castillo Lastrucci realizada el año 1939 para la Hermandad de Santo Domingo (Badajoz) en la ciudad de Badajoz.

## Historia
Es una imagen moderna que sustituyó a la anterior del siglo XVIII destruida en la Guerra Civil. La que se venera en la actualidad tiene como autor a Antonio Castillo Lastrucci.
Recibe culto en la Parroquia de Santo Domingo de Badajoz en la capilla dedicada a la hermandad, junto a dos titulares de la cofradía: Nuestro Padre Jesús del Amparo y el Dulce Nombre del Señor.
La imagen se encarga a finales de octubre de 1939, realizándose el día 20 de este mismo mes el primer pago de 1000 Pts para pagar los costes. El segundo pago se realiza en enero del año siguiente y, el último, en marzo de ese mismo año, ascendiendo el coste total de la hechura de la nueva imagen a 3000 Pts.
Procesiona en último lugar cerrando el cortejo de la hermandad el Miércoles Santo. Sus nazarenos visten hábito y capa color marfil y botonadura y capirote azul eléctrico.

## Leyendas y teorías sobre la Virgen del Mayor Dolor

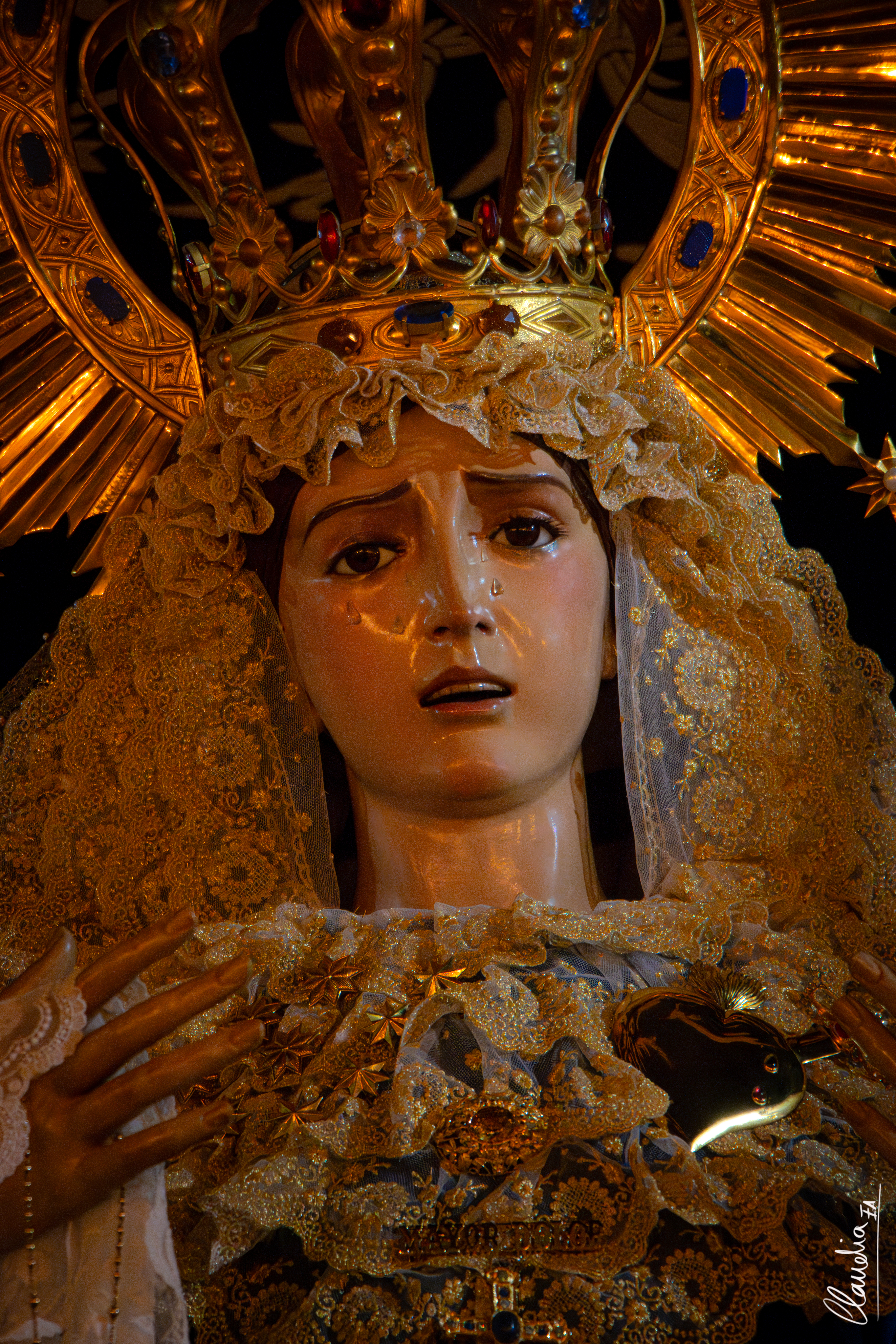
Rostro de María Santísima del Mayor Dolor (Badajoz). Miércoles Santo 2024.

Se cuenta en la ciudad de Badajoz que la imagen tallada por el autor sevillano fue traslada desde la capital andaluza envuelta en una antigua manta del ejército sobre la baca de un autobús de la empresa “La Estellesa” a escondidas. Según los testimonios de algunos, debido a que los sevillanos se negaban a que abandonara la ciudad una imagen tan bella, y de otros porque ya recibía culto en la capital hispalense. Esta última creencia pudo confundirse con que la Virgen estuviera expuesta en una exposición en la Casa Mauri de Sevilla en 1939, organizada por el propio Lastrucci, donde exponía sus últimas obras.
Como se ha explicado en el apartado anterior, la Virgen se encarga a finales de 1939 y se termina de pagar en 1940. Sin embargo, la Virgen del Mayor Dolor ya procesionó durante el Viernes Santo de 1939 a las dos de la madrugada, siendo la primera salida procesional de la Hermandad tras la Guerra Civil como recoge el periódico HOY del 8 de abril de ese año: "La integraban los pasos de Nuestro Padre Jesús del Amparo y el Santo Cristo de la Fe con María Santísima del Mayor Dolor". Sabemos que la actual imagen de la Virgen del Mayor Dolor se bendijo el Domingo de Ramos de 1940 lo que hace imposible que la talla de Lastrucci procesionara un año antes, según apunta la prensa de la época, la Virgen del Mayor Dolor que contemplaron los pacenses en 1939 provenía del desaparecido convento de las Trinitarias y es posible que fuera cedida de forma provisional hasta que llegara la talla original. Se tiene constancia de que el culto a la Virgen de los Dolores de Santo Domingo, como se llamaba hasta 1939, no se interrumpió ningún año a pesar de haber sido profanada la imagen original en el verano de 1936. Estos hechos abren dos posibilidades, que la imagen original del siglo XVIII de la Virgen de los Dolores fuera restaurada de urgencia tras los hechos del 36 y siguiera recibiendo culto hasta 1939 o, la que parece más factible, que la talla del convento de las Trinitarias fuera cedida desde 1936 hasta que llegó la nueva imagen de Castillo Lastrucci en marzo de 1940.

## Su paso

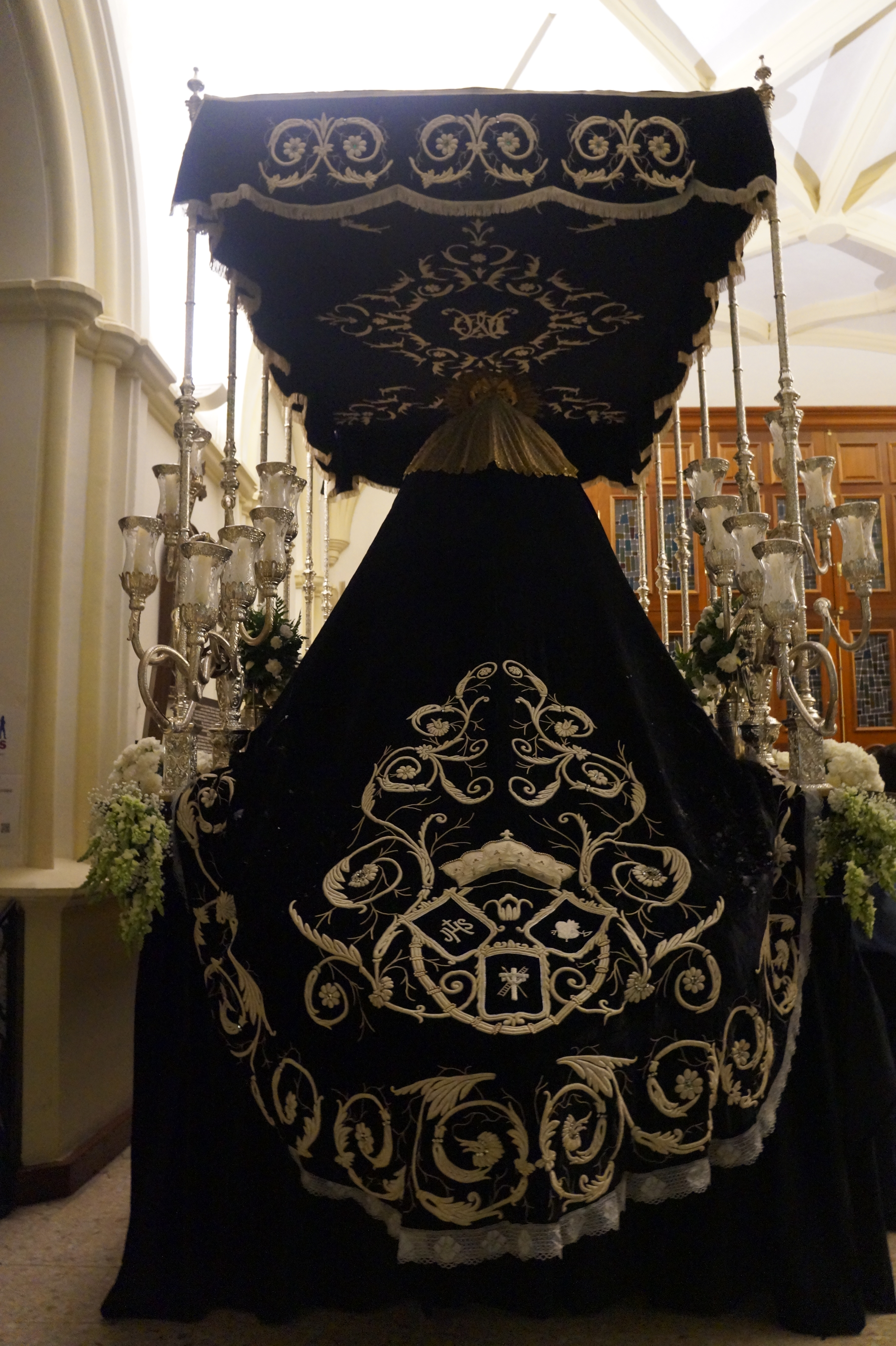
Manto negro de la Virgen en el paso de palio.

Desde la reorganización de la Cofradía tras la Guerra Civil y la llegada de la nueva imagen de la Virgen desde Sevilla se tienen constancia de los distintos pasos sobre los que ha desfilado la Virgen del Mayor Dolor. 
Como único testimonio del primitivo palio bajo el que desfiló la imagen existe una fotografía de Antonio Pesini, fechable entre 1940 y 1942, que muestra un palio negro con grupos trilobulados de ondas rematados por flecos y borlas. Las sencillas andas, realizadas en marquetería con detalles y el escudo de la Cofradía tallados, fueron realizadas por Cortés Quirell antes de 1943, año en que se decide encargar un nuevo conjunto de palio y manto a las monjas de Villafranca de los Barros.  Sin embargo, este palio tendrá poco uso ya que en 1949 la Virgen ya procesiona sin él, probablemente tras su deterioro por causa de alguna tormenta que asoló a la Cofradía uno de esos años.
En 1952 se decide realizar unos nuevos respiraderos en la Casa Artes de Badajoz, el diseño original de los mismos se conserva en el archivo de la Hermandad, se trataban de unos respiraderos de corte barroco con grandes cabezas de querubines y el escudo de la Cofradía tallado en el frontal. Estos respiraderos no causan gran entusiasmo y se consideran poco vistosos por lo que en 1959, tras 7 años de uso de los anteriores, se encarga un nuevo proyecto a la Casa Artes, estos serán unos respiraderos tallados en madera y dorados cuyo proyecto original y facturas también conserva la Hermandad desde 1958.
En 1966 estrena la Virgen un nuevo manto, de dimensiones más grandes que el negro, de color azul sin bordar y una saya torera realizada a partir de un traje de luces de José María Martorell donado en 1956 profusamente bordada en hilo de oro. Los faldones también se realizan en terciopelo azul cambiando radicalmente la estética del paso. 
El paso continúa sin grandes cambios hasta que en 1987 se decide volver a utilizar en manto negro antiguo y las bambalinas del palio a modo de respiraderos.
En la actualidad, la Virgen desfila con los mencionados respiraderos dorados y tallados en madera de estilo barroco realizados por la Casa de Artes de Badajoz  Los faldones actuales están realizados en terciopelo negro y bordado el frontal con el Ave María y motivos florales en seda color marfil, fueron realizados y donados por la antigua camarera de la Hermandad Dª. Amalia Sanabria en marzo de 1999.
Las bambalinas del palio que se utilizan en la actualidad son el fruto de la restauración y adaptación a las nuevas medidas del paso de las originales, que se encargaron en 1943 a los talleres sindicales de Villafranca de los Barros, y se reestrenaron en la Semana Santa de 1998. El techo de palio fue bordado entre 2003 y 2004 siguiendo el diseño de las bambalinas y el manto en Talavera la Real y sufragado su coste por sus costaleros. 
El manto se estrenó en la Semana Santa de 1948 debido a la falta de seguridad meteorológica a pesar de estar concluido un año antes (la Hermandad volvía a procesionar en 1947 después de que una tromba de agua arruinara parte del patrimonio de la misma) y sigue los mismos esquemas que las bambalinas del palio.  
La Virgen luce alternativamente los fajines de gala de los Generales de la Guardia Civil D. Manuel Carracedo Blázquez, que a su muerte se lo donó, y D. Luis Gragera Carrasqueño, donado años después de su muerte por su familia. 
En cuanto a la orfebrería del paso, destacan los faroles de cola que fueron realizados por Orfebrería Ramos en metal plateado y cincelado en 1999, contando con ocho brazos cada uno y los candelabros de María, obra del orfebre Antonio Santos (Sevilla). 
Los doce varales repujados que sostienen el palio se estrenaron en el año 2009, son obra de Orfebrería Santos y fueron regalados por los costaleros y devotos, de este mismo orfebre son los dos fantásticos candelabros de María, utilizados algunos años para portar las flores de cera o velas "rizás".

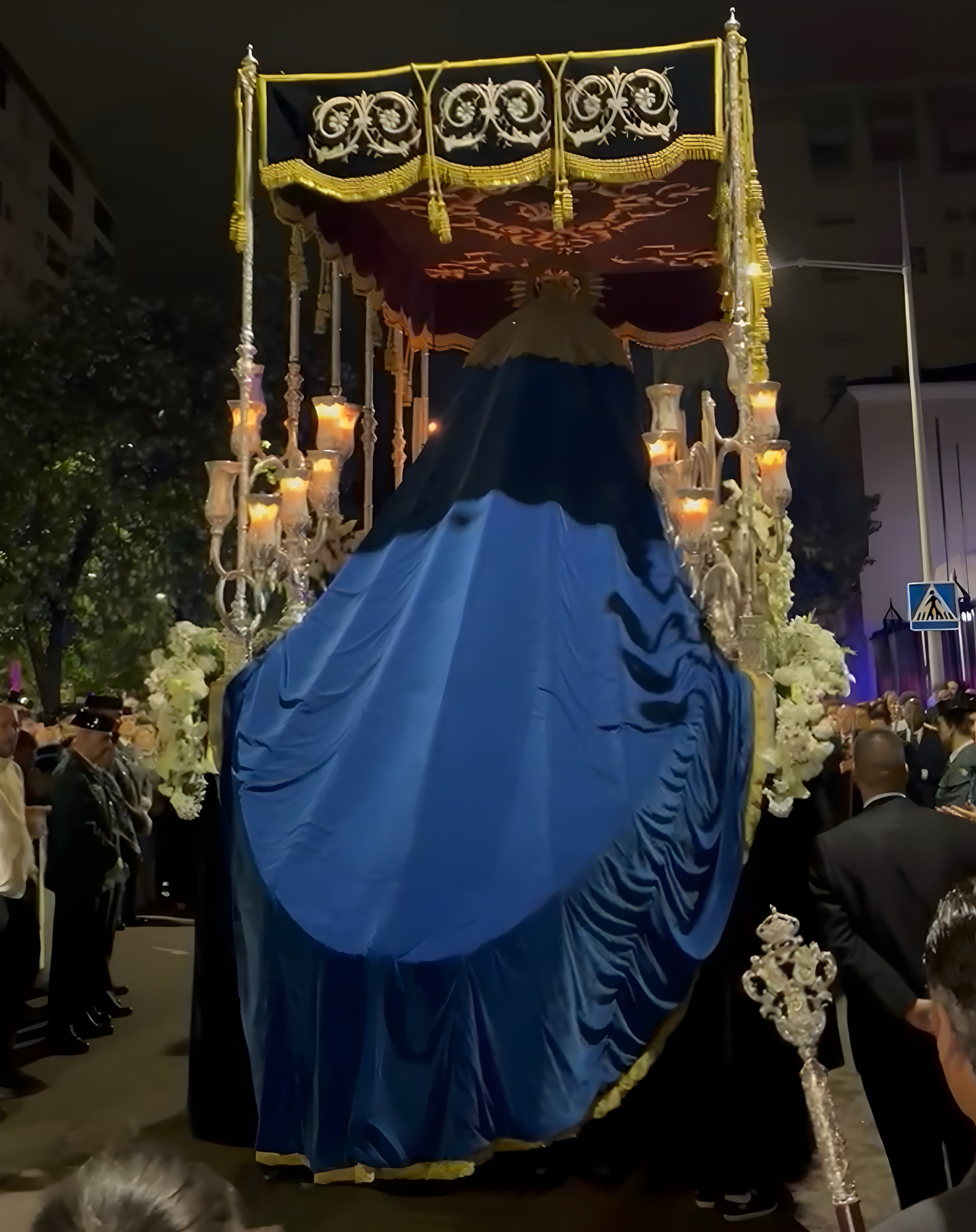
Trasera del palio de María Santísima del Mayor Dolor. Badajoz 2025.

En el año 2020, la Hermandad comienza una campaña para conseguir donativos para sufragar la nueva candelería para el paso de la Virgen, pues la anterior se encontraba en muy malas condiciones. Gran parte de esta nueva candelería pudo ser contemplada en el altar montado por la Hermandad para la Semana Santa de 2021. Las últimas piezas fueron estrenadas en la Semana Santa de 2022. El coste ha sido sufragado en su totalidad por donaciones de personas tanto de la Hermandad como de la Parroquia. Ese mismo año el paso de la Virgen estrenó una custodia repujada en el frontal del paso, todo ello fue realizado en Lucena (Córdoba).
En el año 2024, la priostía y junta de gobierno de la Hermandad, decide que la Virgen vuelva a utilizar el antiguo manto de terciopelo azul de los años sesenta para la procesión del Miércoles Santo. De esta forma, se espacia la utilización del manto negro bordado que cuenta con un delicado estado de conservación y, por otra parte, se recupera la estética "azul y oro" que caracterizó a la Virgen por más de 30 años cuando lucía la saya torera de Martorell y el citado manto azul. Sin embargo, ese año se suspendió la procesión del Miércoles Santo, por lo que los devotos tuvieron que esperar a la Semana Santa de 2025 para poder volver a ver el gran manto azul en la calle después de 38 años.

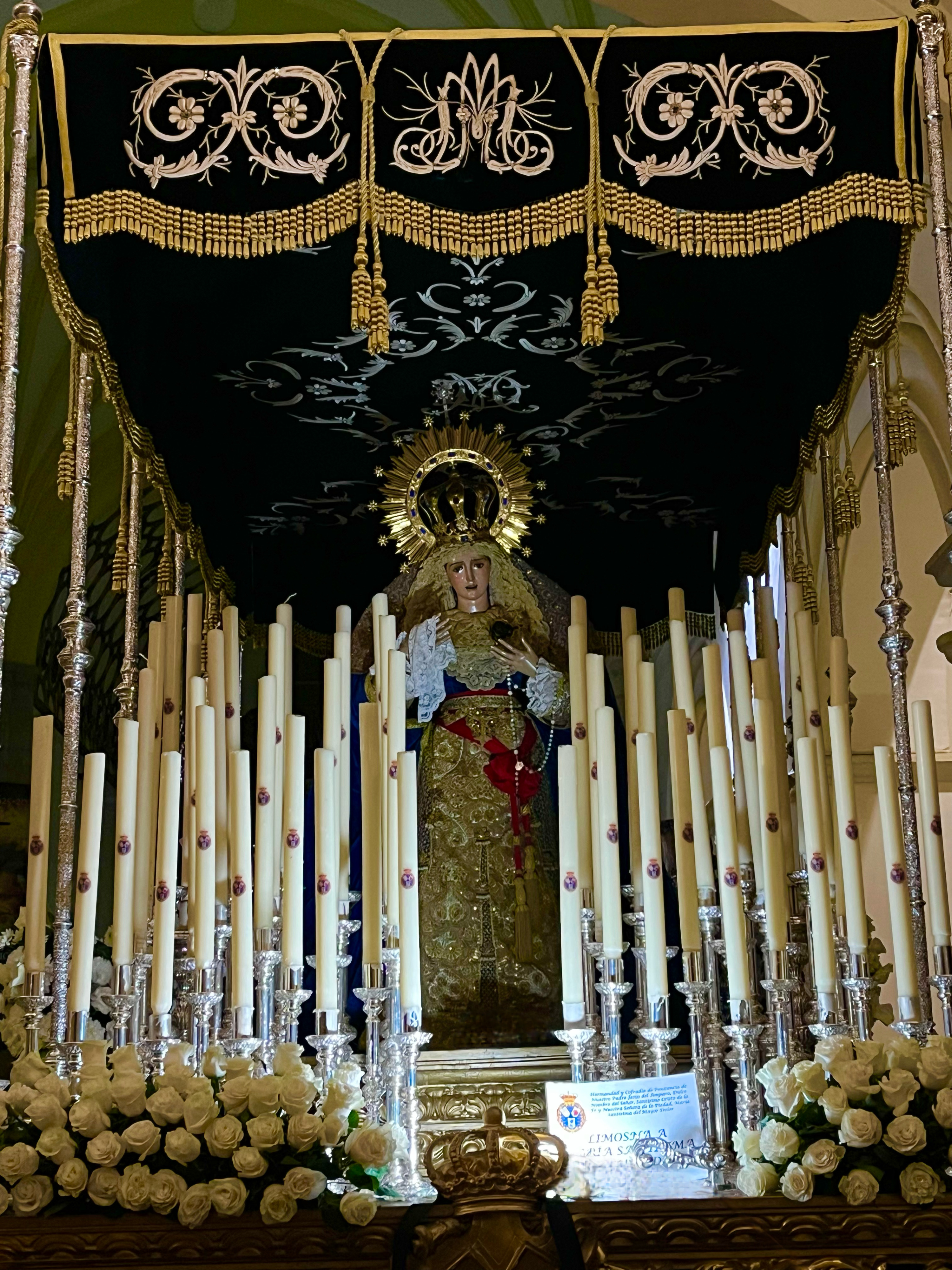
María Santísima del Mayor Dolor preparada para el Miércoles Santo de 2025 luciendo la reforma del palio.

Tras finalizar la Semana Santa de 2024, algunos devotos de la imagen junto con la priostía de la Hermandad pusieron en marcha un nuevo proyecto que llevaba aletargado varios años ante la imposibilidad de afrontar retos demasiado costosos, se propuso sustituir los flecos y los cordones del palio, añadidos a finales de la década de los ochenta, por unos nuevos denominados "de bellota" en color oro, lo que cambiaría radicalmente la estética del palio al combinar el blanco roto, el negro y el dorado, como sucede en el resto del paso. El proyecto se consigue gracias a la generosidad y el cariño de los costaleros y devotos de la Virgen y vio la luz en la Semana Santa de 2025. Finalmente el proyecto abarcó más de lo que se esperaba pues se aprovechó para consolidar las piezas originales del palio de 1942 y se rehicieron totalmente el resto de partes que se habían añadido a finales de los ochenta, de esta forma, se eliminaron los "corbatines" que se añadieron en esta época para adaptar la medida del palio al paso actual, volviendo, en la medida de lo posible, a la fisionomía "original" del palio de cajón. En un trabajo de más de cinco meses se sustituyeron los antiguos flecos y pasamanería por los nuevos. El resultado final gustó mucho a los hermanos y devotos dando lugar a una nueva concepción del palio de la Virgen pero conservando y resaltando sus elementos originales.

## Patrimonio de la imagen

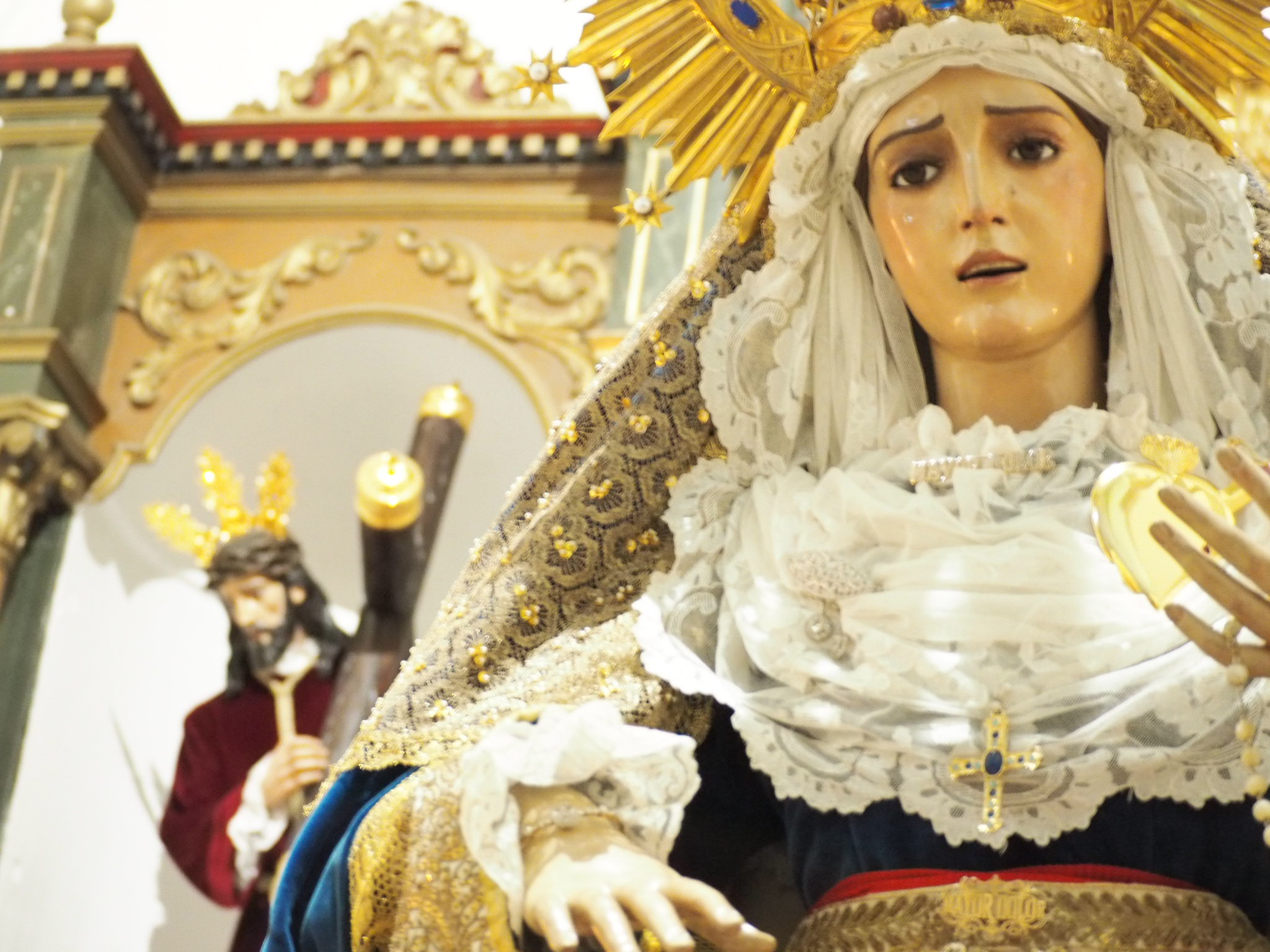
María Santísima del Mayor Dolor delante del Cristo del Amparo durante su Besamanos.

María Santísima del Mayor Dolor posee un extenso patrimonio de gran valor. Procesiona con el manto antes mencionado de terciopelo negro bordado en seda de color marfil y pedrería con motivos florales y presenta el escudo de la Cofradía en la trasera. Aparte de éste, también posee otro manto procesional de terciopelo azul sin bordar, y de dimensiones superiores al anterior, dicho manto es lucido por la Virgen durante su Besamanos. 
El día de la Procesión va coronada con una corona de plata dorada, lapislázuli y pedrería de mediados del Siglo XIX, y suele llevar diversas joyas de gran valor. 
Entre los trajes que suele lucir la Virgen en las procesiones y actos destacan el bordado a juego con el conjunto del palio y manto en seda blanca y pedrería sobre terciopelo negro.
Posee además una fabulosa saya torera bordada en oro (De un traje donado en 1956 por José María Martorell) sobre terciopelo azul que se usaba para procesionar con el manto azul.
Para la Semana Santa de 2021, la  Sagrada imagen estrenó una nueva saya o traje realizado por los talleres locales “Peña-Luengo” de Badajoz, en terciopelo color marfil y con bordados en oro procedentes de un traje de luces del diestro Paco Herrera. El traje fue donado por sus vestidores y camareras.
Para la capilla cuenta con diversos trajes de menor valor y un manto de terciopelo azul sin bordar y otro de terciopelo negro bordado en oro con motivos florales que es el más antiguo que conserva la Virgen pues ya aparece luciéndolo en una fotografía de 1941. También posee una diadema de plata y pedrería.

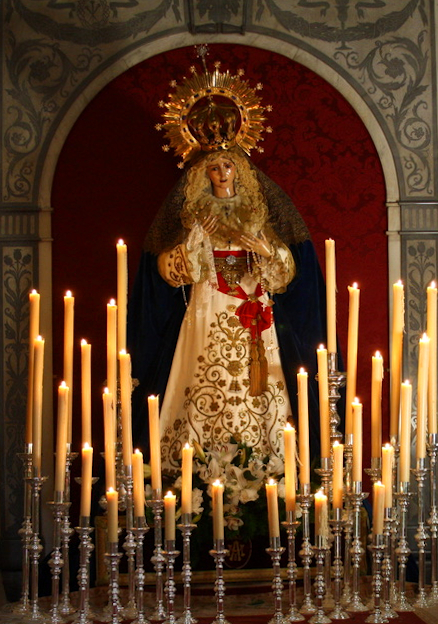
María Santísima del Mayor Dolor (Badajoz). Semana Santa 2021 luciendo el nuevo traje realizado a partir de un traje de torero de Paco Herrera y la nueva candelería, estrenados ese mismo año.

Mención aparte merece la colección de fajines militares que posee la Virgen del Mayor Dolor, casi todos ellos donados por Generales de la Guardia Civil:
- Fajín militar de Gala de D. Manuel Carracedo Blázquez, donado por él mismo y su familia.
- Fajín militar de Gala de D. Luis Gragera Carrasqueño, donado tras su muerte por su familia.
- Fajín de diario de D. Luis Gragera Carrasqueño, donado por sus hijas y nietas.
- Fajín morado de D. Luis Gragera Carrasqueño, distintivo concedido a los participantes en la Guerra Civil, donado por su familia.
- Fajín celeste, regalado a la Virgen por un vecino de Málaga y realizado a imagen de los fajines militares de gala, posee entorchados y en lugar de llevar bordadas las armas en las borlas, lleva el anagrama JHS y Ave María.

Posee también un fajín de seda bordado en plata, otro de terciopelo negro bordado en oro y una cinturilla bordada en oro utilizando las piezas del traje de luces de Martorell, y otra bordada en azabache donada por su camarera  Dª. Carmen Gragera, entre otros.

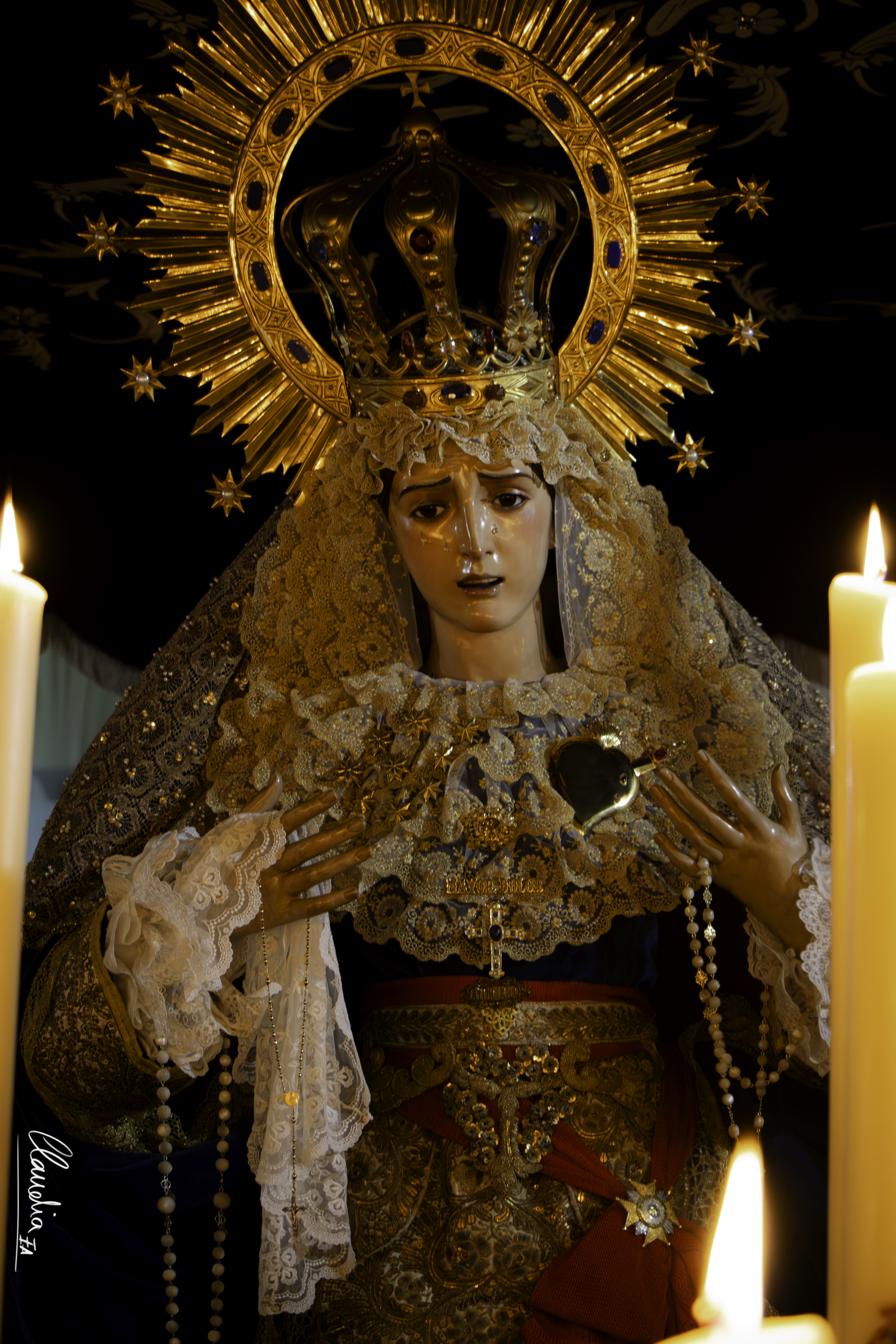
María Santísima del Mayor Dolor (Badajoz), Semana Santa 2024 cuando volvió a lucir en el paso la saya torera de Martorell y el manto azul.

Entre sus joyas más representativas se encuentran un corazón llameante atravesado por un puñal de plata y pedrería bañado en oro, una pulsera de oro y diamantes y un broche en plata bañado en oro con su nombre. En la Semana Santa de 2018 la Virgen estrena un broche realizado en oro con su nombre y en la Semana Santa de 2019, unos broches bañados en oro con forma de estrella realizados a partir de insignias de la Guardia Civil del General Gragera. Cuenta también con diversos broches de gran valor como uno de oro y topacios o dos de plata y amatistas. En el año 2022 la Virgen estrenó en su besamanos y, posteriormente, esa Semana Santa un broche de la Guardia Civil realizado en plata y plata dorada sobre ónice negro, donación de Dª. Pilar Carracedo, hija del mencionado General Carracedo, ambos devotos de la imagen.
Además tiene diversos pañuelos y rosarios destacando uno de gran tamaño realizado en filigrana de plata con baño de oro y nácar, otro de similares características también de plata de ley bañada en oro y nácar pero de menor tamaño y otros de plata de ley bañada en oro y azabache natural. En el año 2024 le fueron donados varios rosarios por familias devotas, uno de ellos realizado en oro de finales del siglo XIX-principios del siglo XX de estilo "Art Nouveau", otro del siglo XIX de filigrana de plata de ley y cuentas de gran tamaño realizadas en nácar al que se le añadió una cruz de plata de ley con el nombre MAYOR DOLOR y otro de plata de ley y cristal de roca.

## Restauración

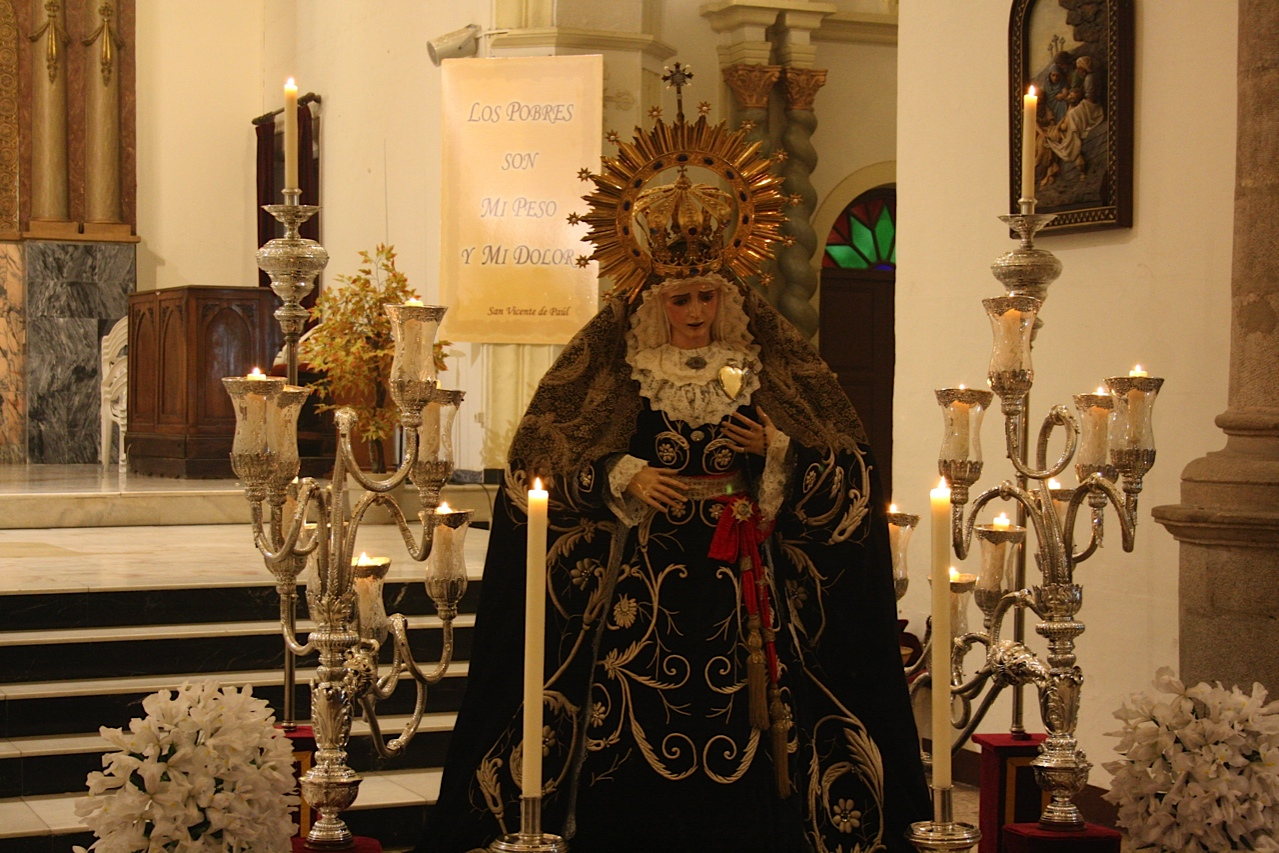
María del Mayor Dolor en el besamanos de la misa de bienvenida tras su restauración

En el año 2008 la imagen fue sometida a un estudio para determinar el estado en el que se encontraba, desvelando que la policromía presentaba daños y suciedad en la cara y las manos, pero la imagen no corría peligro. 
En diciembre del año 2010 se le hizo una misa de despedida y fue llevada al taller del restaurador D. David Triguero, extremeño afincado en Sevilla donde estuvo dos meses y medio durante los cuales se le efectuó una limpieza de cara y manos que presentaban los mismos daños mencionados en el estudio del año 2008, pero en mayor medida.
Los daños más apreciables se encontraban en los pómulos que presentaban manchas de pegamento debido a la recolocación de lágrimas (sólo le quedaba una en la mejilla izquierda) y el haber intentado retirar estos cúmulos de pegamento indebidamente, habiendo perjudicado la policromía además de los repolicromados y la falta de pestañas en el ojo izquierdo.
Tras todo el proceso de restauración y limpieza de la imagen se consiguió saber el número de lágrimas y la ubicación de éstas en la imagen originariamente. 
También se consiguió devolver a la imagen su belleza original presentando la policromía primigenia y la recolocación de lágrimas y pestañas.
La imagen fue devuelta a Badajoz siendo recibida en su parroquia con una misa y un solemne besamanos el 19 de marzo de 2011.